# Piotr Żuchowski
Piotr Żuchowski (ur. 4 maja 1964 w Iławie) – polski historyk sztuki, polityk i samorządowiec. W latach 2003–2007 wicemarszałek województwa warmińsko-mazurskiego, w latach 2007–2008 podsekretarz stanu i następnie do 2015 sekretarz stanu w Ministerstwie Kultury i Dziedzictwa Narodowego, w latach 2010–2015 generalny konserwator zabytków, od 2017 dyrektor Muzeum Warmii i Mazur w Olsztynie.

## Życiorys
W 1988 ukończył studia w Instytucie Historii Sztuki Uniwersytetu im. Adama Mickiewicza w Poznaniu. Pracował jako nauczyciel i dyrektor szkół w Szymbarku i Iławie. Został członkiem Polskiego Stronnictwa Ludowego, powoływany w skład władz krajowych tej partii.
W 1998 i 2002 uzyskiwał mandat radnego powiatu iławskiego. Pełnił funkcję członka zarządu i wicestarosty. W 2003 powołano go na funkcję wicemarszałka województwa. Utrzymał to stanowisko po wyborach samorządowych w 2006, w których został wybrany na radnego sejmiku warmińsko-mazurskiego. Mandat radnego złożył w 2007. Od 29 grudnia 2007 do 18 lutego 2008 był podsekretarzem stanu w Ministerstwie Kultury i Dziedzictwa Narodowego. 19 lutego 2008 objął stanowisko sekretarza stanu w tym resorcie. 28 kwietnia 2010 objął urząd generalnego konserwatora zabytków. W 2015 nagrodzony przez Stowarzyszenie Konserwatorów Zabytków prestiżową Statuetką „Memoria-Spiritus-Materia”.
W 2010 ponownie wybrany do rady powiatu iławskiego. W 2014 uzyskał ponownie mandat radnego województwa, został następnie przewodniczącym sejmiku V kadencji. W listopadzie 2015 odwołany ze stanowisk rządowych. W 2016 został powołany na doradcę prezydenta Elbląga ds. oświaty, spraw społecznych oraz kultury. W czerwcu 2017 został dyrektorem Muzeum Warmii i Mazur w Olsztynie, w związku z czym złożył mandat radnego sejmiku.
Z listy PSL w 2005, 2007, 2015 i 2019 bez powodzenia kandydował do Sejmu, a w 2011 do Senatu. W 2023 wystartował na posła z ramienia współtworzonej przez ludowców Trzeciej Drogi.

## Odznaczenia
- Srebrny Medal „Zasłużony Kulturze Gloria Artis” – 2015[6]
- Odznaka Honorowa za Zasługi dla Samorządu Terytorialnego – 2015[7]
- Medal Orderu „Za Zasługi dla Litwy” – 2011[8]